# Maria Durling
Maria Elisabeth Durling, född 28 november 1867 i Östraby, Malmöhus län, död 24 juni 1950 i Jönköping,  författare. Föräldrar: Häradshövdingen i Färs och Frosta domsaga (jurisdiktionsområden) Carl August Durling (1810–1875) och Charlotta Eleonora Nordenskjöld (1822–1893).
Sekreterare i styrelsen för Röda korset-kretsen i Eksjö 1902–1922, sekreterare i Vita Bandets lokalförening i Eksjö 1905–1916, medlem i Röda korsets sjukhusdirektion i Eksjö, styrelseledamot i småskollärarinneseminariet i Eksjö 1920–1922, medlem i fosterbarns- och barnavårdsnämnden i Eksjö.

## Utmärkelser
Svenska akademiens andra pris 1904 för sagospelet Våg. Hedersomnämnande 1894 för Kambyses seger. 1897 för Torsten Greklandsfararen, dramatisk dikt, 1913 för Unge herr Sten, historiskt skådespel.

## Övrigt
Svenska röda korsets silvermedalj 1919 och guldmedalj 1923.